# كأس البرازيل 2018
كأس البرازيل 2018 هو الموسم 30 من كأس البرازيل. أقيم خلال الفترة 30 يناير 2018 وحتى 17 أكتوبر 2018، وأشرف على تنظيمه اتحاد البرازيل لكرة القدم، وكان عدد الأندية المشاركة فيه 91، وفاز فيه نادي كروزيرو.